# Ranking FIVB (vóley playa)
La clasificación de la FIVB es el ranking que la Federación Internacional de Voleibol (FIVB) realiza de los mejores voleyplayistas masculinos y femeninos por parejas desde el año 1993. Según la propia web de la FIVB, la clasificación «se establece sobre la base de los puntos del ranking de Voleibol Playa FIVB obtenidos en los ocho (8) mejores desempeños como equipo en todos los torneos de voleibol playa sancionados u homologados por la FIVB durante un período de 365 días».
El Ranking Mundial de Voleibol Playa FIVB se actualiza todos los lunes después de un torneo organizado u homologado por la FIVB que otorga puntos de ranking de vóley playa de la FIVB. Todas las actualizaciones se publican en el sitio web FIVB/Volleyball World y se actualiza constantemente.

## Sistema de desempate
Cuando dos o más atletas tengan la misma suma de puntos de clasificación, el empate se resolverá de la siguiente manera:
• La mayor cantidad total de puntos obtenidos en los Campeonatos Mundiales Senior de la FIVB, torneos Elite/Challenge del Beach Pro Tour que sean parte de ocho (8) mejores desempeños como equipo.
• La suma más alta de los puntos técnicos de dos atletas y, si persiste el empate.
• El mayor número de puntos de un solo torneo, luego, si es necesario, el segundo más alto, y así sucesivamente.
• Si los métodos anteriores no pueden romper los empates, los dos equipos tendrán el mismo Ranking Mundial de Voleibol de Playa FIVB.

## Distribución de puntos
La distribución de puntos es la siguiente:

### (2022–presente)
| Categoría del torneo | G                                                     | F                                                     | 3º                                                    | 4º                                                    | CF                                                    | R12                                                   | R16                                                   | R18                                                   | G                                                     | RP2                                                   | RP1                                                   |
| -------------------- | ----------------------------------------------------- | ----------------------------------------------------- | ----------------------------------------------------- | ----------------------------------------------------- | ----------------------------------------------------- | ----------------------------------------------------- | ----------------------------------------------------- | ----------------------------------------------------- | ----------------------------------------------------- | ----------------------------------------------------- | ----------------------------------------------------- |
| Elite 16             | 1200                                                  | 1100                                                  | 1000                                                  | 900                                                   | 760                                                   | 600                                                   | -                                                     | -                                                     | 460                                                   | 400                                                   | 340                                                   |
| Challenge            | 800                                                   | 760                                                   | 720                                                   | 680                                                   | 600                                                   | -                                                     | 460                                                   | 360                                                   | 300                                                   | 220                                                   | 140                                                   |
| Futures              | 400                                                   | 360                                                   | 320                                                   | 280                                                   | 240                                                   | 180                                                   | -                                                     | -                                                     | 140                                                   | 100                                                   | 0                                                     |
| BPT Finals           | No se reparten puntos para el ranking en este torneo. | No se reparten puntos para el ranking en este torneo. | No se reparten puntos para el ranking en este torneo. | No se reparten puntos para el ranking en este torneo. | No se reparten puntos para el ranking en este torneo. | No se reparten puntos para el ranking en este torneo. | No se reparten puntos para el ranking en este torneo. | No se reparten puntos para el ranking en este torneo. | No se reparten puntos para el ranking en este torneo. | No se reparten puntos para el ranking en este torneo. | No se reparten puntos para el ranking en este torneo. |